# Kruhî, Vîșhorod
Kruhî (în ucraineană Круги) este un sat în comuna Rovî din raionul Vîșhorod, regiunea Kiev, Ucraina.

## Demografie
Componența lingvistică a localității Kruhî
     Ucraineană (100%)
Conform recensământului din 2001, toată populația localității Kruhî era vorbitoare de ucraineană (100%).